# اگر می‌شد
اگر فقط (به انگلیسی: If Only) فیلم رمانتیک/دراماتیک محصول ۲۰۰۴ انگلستان می‌باشد. کارگردان فیلم جیل جانگر و بازیگران آن جنیفر لاو هیویت و پاول نیکولاس می‌باشند. ساخت فیلم از نوامبر ۲۰۰۲ تا ژانویه ۲۰۰۳ بطول انجامید. اولین نمایش آن در تاریخ ۱۵ ژانویه ۲۰۰۶ و توسط شبکه ای بی سی انجام گرفت.

## خلاصه داستان
سامانتا آندروز (جنیفر لاو هیوت) دانشجوی موسیقی آمریکایی و دانش‌آموخته کالج دانشگاهی لندن می‌باشد. وی شخصی بشاش، عجول و بی‌دست و پا بوده که عاشق دوست پسر انگلیسیش بنام لن ویندام (پاول نیکلاس) نیز می‌باشد. بر خلاف سامانتا، لن فردی خونسرد بوده که تمام وقت خود را صرف مشغله‌های کاری‌اش می‌نماید و کمتر توجهی به سامانتا دارد. با این حال سامانتا از این کم توجهی دلسرد نشده و در صدد تحکیم رابطه عاشقانه‌شان می‌باشد.
روزی لن خوابی می‌بیند که بر اساس آن سامانتا به زودی در معرض خطر مرگ قرار می‌گیرد. لن تصمیم می‌گیرد…